# 1910-es magyar vívóbajnokság
Az 1910-es magyar vívóbajnokság a tizenegyedik magyar bajnokság volt. A tőrbajnokságot május 20-án rendezték meg Budapesten, a Nemzeti Lovardában, a kardbajnokságot pedig május 21. és 22. között Budapesten, a selejtezőt a Nemzeti Lovardában, a döntőt a Vigadóban.

## Eredmények
| Versenyszám     | Arany                        | Arany | Ezüst                           | Ezüst | Bronz              | Bronz |
| --------------- | ---------------------------- | ----- | ------------------------------- | ----- | ------------------ | ----- |
| Férfi tőrvívás  | dr. Földes Dezső Fővárosi VC |       | Nikitsch Károly Wiener Neustadt |       | dr. Tóth Péter MAC |       |
| Férfi kardvívás | dr. Tóth Péter MAC           |       | dr. Földes Dezső Fővárosi VC    |       | Krencsey Géza MAC  |       |